# Wireshark
Wireshark（ワイヤシャーク）は、ネットワーク・アナライザ・ソフトウェアである。作者は、ジェラルド・コームズ(Gerald Combs)である。

## 歴史
1990年代後半、ミズーリ大学カンザスシティ校を卒業したジェラルド・コームズは小さなインターネット・サービス・プロバイダに勤務していた。当時、商用のLANアナライザは1500万ドルくらいもし、しかもコームズが勤めていた会社の主要なプラットフォーム（Solaris, Linux）には対応していなかった。そこでコームズは、SolarisやLinuxに対応したLANアナライザを自作し、1998年にEthereal（イーサリアル）の最初のバージョンを公開した。Etherealの商標は勤務していたISPが保持した。
2006年5月、コームズは、WinPcapの販売元であるCACEテクノロジーズ(CACET)に転職した。Etherealの大半のソースコードの著作権はコームズが保持しており（GNU GPLに基づいて再配布されていた）、WiresharkのSVNレポジトリはEtherealのレポジトリを基礎として構築されている。しかし、Etherealの商標はコームズが勤めていたISPに残されたままで使えなかったため、同年6月にWiresharkに名称を変更した。Etherealの開発は停止され、Etherealの公式サイトでもWiresharkに切り替えることが推奨されていた。2010年、リバーベッド・テクノロジーがCACETを買収し、Wiresharkの支援を引き継いだ。
コームズはWiresharkのソースコードの更新を継続しており、新しいバージョンのリリースを行っている。Wiresharkの公式サイトには、2000人以上の貢献者が掲載されている。

## 機能
WiresharkはIP、DHCPなど800以上のプロトコルを解析できる機能があり、Windows、Linux、BSD、macOSなどで利用できる。他のアナライザで記録したファイルを読み込む事ができる。Sniffer Proやtcpdumpをはじめ多くのファイル形式に対応する。
Wirelessの機能として、802.11系のパケットを取得する拡張がついている。
工業用のEthernetであるEtehrCATなど、Ethernet対応の各種通信規約を解析するライブラリ、解析結果の統計処理する追加ソフトウェアなどがある。

## 対応OS
パケットキャプチャの機能は、Unix系OSではlibpcapが、Windows版では同梱しているWinPcapが担っている。
Macintosh版は X Window上で機能する版があった。Mac OS X 106以降では、Xが起動しないアプリがある。
現在、Macintosh版は、"brew cask install wireshark"でアプリケーションが導入できる。

## wireshark 搭載・対応製品
ネットワーク機器では、Wiresharkの一部または全部の機能を搭載・対応していることがある。
- NetRAPTOR http://www.netraptor.jp/products/function/wireshark.html
- momentum Probe Type-A http://www.terilogy.com/momentum/lineup/probe_type-a.html
- SteelCentral Packet Analyzer http://www.ikeriri.ne.jp/develop/steelcentralpacketanalyzer/index.html